# بيتر شوارتز
بيتر شوارتز (بالإنجليزية: Peter Schwartz)‏ هو صحفي أمريكي، ولد في 1949.

## وصلات خارجية
- الموقع الرسمي